# Marlies Marken
Marlies Marken, auch als Marlies Wilkens bekannt, (* 29. Januar 1950 in Bremerhaven) ist eine deutsche Politikerin (SPD) und war Abgeordnete der Bremischen Bürgerschaft.

## Biografie

### Familie Ausbildung und Beruf
Nach dem Realschulabschluss besuchte Marken die zweijährige Höhere Handelsschule. In den Jahren 1971 bis 1974 folgte dann eine Ausbildung zum gehobenen Dienst beim Magistrat der Stadt Bremerhaven. Seit 1982 ist sie als Verwaltungsamtsfrau tätig, seit ihrer Mitgliedschaft in der Bürgerschaft ruht nach dem Bremischen Abgeordnetengesetzes das Dienstverhältnis.
Sie ist verheiratet mit Albert Marken, der von 1995 bis 1999 für die AFB Bürgerschaftsabgeordneter war.  

### Politik
Marken ist seit dem Jahr 1970 SPD-Mitglied.
Sie war 24 Jahre von 1987 bis 2011 Mitglied der 12. bis 17. Bremischen Bürgerschaft. Von 1995 bis Anfang 2002 und von Mitte 2003 bis Anfang 2005 war sie als Schriftführerin Mitglied des Vorstands der Bremischen Bürgerschaft. In den Jahren 1991 bis 1995, von Januar 2002 bis Mitte 2003 war und seit Januar 2005 war sie stellvertretende Fraktionsvorsitzende der SPD-Fraktion in der Bürgerschaft. 
Sie war in den Bürgerschaftsausschüssen für die Häfen, für die Erleichterung der Volksgesetzgebung und Weiterentwicklung des Wahlrechtes, für Verfassungs- und Geschäftsordnung, Richterwahlen, dem Kontrollausschuss nach dem Polizeigesetz (Vorsitzende), einem nichtständigen Ausschuss, dem Rechtsausschuss und dem Betriebsausschuss Performa Nord sowie in den 
Deputationen für Inneres und für den Fischereihafen vertreten. Sie war in den Jahren 2006 und 2007 im Untersuchungsausschuss für die Kliniken.

### Sonstige Ämter und Funktionen
- Marken ist Mitglied der Gewerkschaft der Polizei (GdP)
- Sie ist Vorsitzende des Betreuungsvereins Bremerhaven e.V.
- Sie ist Vorsitzende des Kreisverbandes Bremerhaven der Arbeiterwohlfahrt (AWO).[1]